# Fasil Akhmetov
Fasil Akhmetgalijevitj Akhmetov (tatarisk: Фасил Әхмәт-Гәли улы Әхмәтов tr. Fasil Akhmet-Geli uly Akhmatov; russisk: Фасиль Ахметгалиевич Ахметов, tr. Fasil Akhmetgalijevitj Akhmetov; født 23. maj 1935 i Saltyk-Jerykla, Kukmorskij rajon, Tatariske ASSR, RSFSR, Sovjetunionen, død 6. september 1998 i Kasan) var en sovjetisk/tatarisk komponist og lærer.
Akhmetov studerede komposition på "Kasans statskonservatorie" hos bl.a. Nasib Sjiganov, og han hørte sammen med denne til de fremmeste komponister i Tatariske ASSR. Akhmetov skrev en symfoni, Kasan symfonien, der hører til et af de vigtigste værker i tatarisk musik. Han har derudover skrevet orkesterværker, operaer, korværker, sange og musikalske komedier osv.
Akhmetov blev senere lærer på samme musikkonservatorium, hvor han underviste i komposition.

## Udvalgte værker
- Kasan symfoni (1976) - for orkester
- "Symfonisk digtning "Til minde om Farid Jarullin" (1970) - for orkester
- "Sabantuy" (1985) - for orkester
- "Adagio" (1962) - for strygeorkester og pauker
- "Festlig overture "Tatarstan" (1979)- for orkester
- Klaverkoncert (1983) - for klaver og orkester
- Violinkoncert (1991) - for violin og orkester

## Æresbevisninger
Akhmetov fik en række æresbevisninger, blandt andet:
- RSFSR's statspris
- Folkets kunstner i Rusland (1992)
- Folkets kunstner i Republikken Tatarstan (1995)